# Łaziska (powiat pabianicki)
Łaziska – wieś w Polsce, położona w województwie łódzkim, w powiecie pabianickim, w gminie Dłutów. Liczba mieszkańców we wsi Łaziska wynosiła 118.
Prywatna wieś duchowna położona była w drugiej połowie XVI wieku w powiecie piotrkowskim województwa sieradzkiego, własność krakowskiej kapituły katedralnej. W latach 1975–1998 miejscowość administracyjnie należała do województwa piotrkowskiego.
Zobacz też: Łaziska, Łaziska Górne